# Bartłomiej Kaczmarek
Bartłomiej Kaczmarek (ur. 3 lutego 1980 we Wrześni) – polski operator filmowy.

## Życiorys
W 2004 roku ukończył studia na Wydziale Operatorskim Państwowej Wyższej Szkoły Filmowej, Telewizyjnej i Teatralnej im. Leona Schillera w Łodzi. Jest autorem zdjęć do filmów fabularnych oraz seriali, zrealizował również wiele reklam telewizyjnych na całym świecie. Do jego najbardziej znanych produkcji należą: Wielka Woda, Rojst, 25 lat niewinności oraz Love in Space.
Jest członkiem Polskiej i Europejskiej Akademii Filmowej, jest również trzykrotnym laureatem Nagrody Stowarzyszenia Autorów Zdjęć Filmowych (PSC).

## Wybrane nagrody i nominacje
- 2023 Nagroda Stowarzyszenia Autorów Zdjęć Filmowych (PSC) - za zdjęcia do serialu Wielka Woda[6]
- 2022 Nagroda Stowarzyszenia Autorów Zdjęć Filmowych (PSC) - za zdjęcia do serialu Rojst 97[7]
- 2021 Nagroda Stowarzyszenia Autorów Zdjęć Filmowych (PSC) - za zdjęcia do filmu 25 lat niewinności. Sprawa Tomka Komendy[8]
- 2021 Polskie Nagrody Filmowe Orły - Nominacja za zdjęcia do filmu 25 lat niewinności. Sprawa Tomka Komendy[9]
- 2020 Camerimage - Wyróżnienie specjalne za zdjęcia do filmu 25 lat niewinności. Sprawa Tomka Komendy[10]
- 2020 Koszaliński Festiwal Debiutów Filmowych - nagroda za zdjęcia do filmu 25 lat niewinności. Sprawa Tomka Komendy[11]
- 2018 Camerimage - Nominacja - First Look - Konkurs Pilotów Seriali - Rojst

## Wybrana filmografia
Zdjęcia
- Doppelgänger. Sobowtór (2023)
- Wielka Woda (2022)
- Rojst 97 (2021)
- 25 lat niewinności. Sprawa Tomka Komendy (2020)
- Rojst (2018)
- Love In Space (2011)
- Co Słonko Widziało (2006)

Operator kamery
- Co Słonko Widziało (2006)
- Mój Nikifor (2004)